# William S. Archer
William Segar Archer, född 5 mars 1789 i Amelia County, Virginia, död 28 mars 1855 i Amelia County, Virginia, var en amerikansk politiker. Han representerade delstaten Virginia i båda kamrarna av USA:s kongress, först i representanthuset 1820-1835 och sedan i senaten 1841-1847. Han var ordförande i senatens utrikesutskott 1842-1845.
Archer utexaminerades år 1806 från The College of William & Mary. Han studerade sedan juridik och inledde 1810 sin karriär som advokat i Virginia. Han fyllnadsvaldes till representanthuset och tillträdde den 3 januari 1820 som kongressledamot. Han omvaldes sex gånger. Han gick med i whigpartiet. Archer besegrades av John Winston Jones i kongressvalet 1834.
Archer efterträdde 1841 William H. Roane som senator för Virginia. Han efterträddes sex år senare av Robert Mercer Taliaferro Hunter.